# Antonio Baroffio

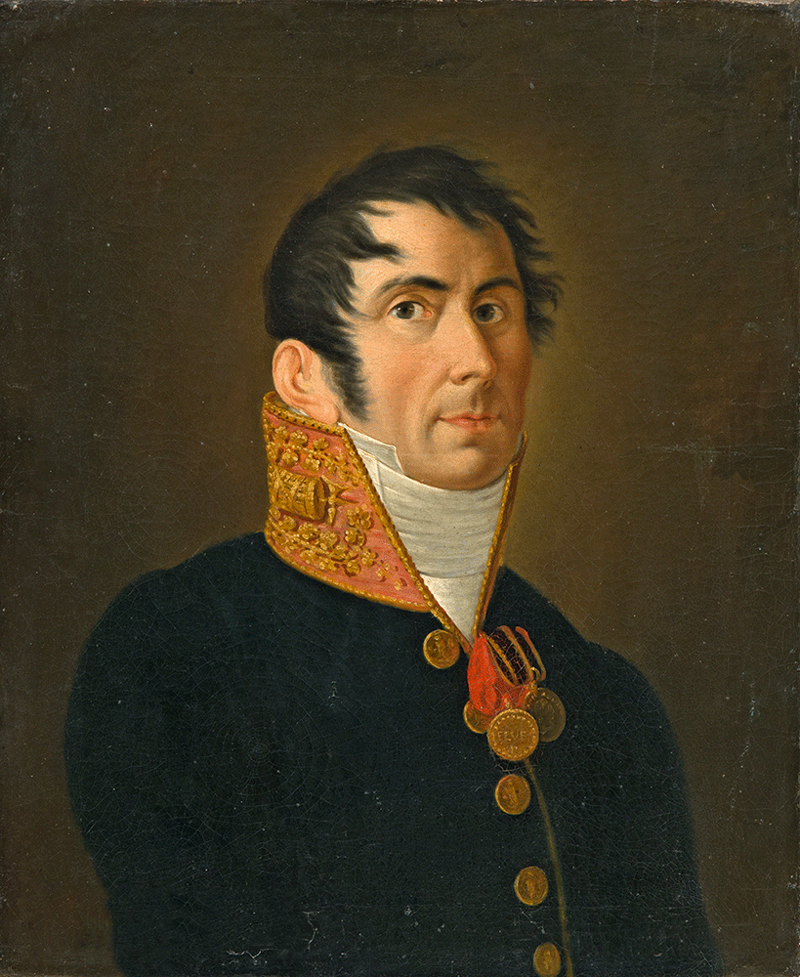
Antonio Baroffio: Selbstporträt (um 1800).

Antonio Baroffio, nach 1807 auch Antonio Bruni und Anton Ossipowitsch Bruni, (* 17. Februar 1762 in Mendrisio; † 13. oder 25. Mai 1825 im Stadtkreis Lgow) war ein italienisch-russischer Maler.

## Leben
Antonio Baroffio wurde 1762 als Sohn des Ziseleurs Giuseppe Baroffio und der Angela (geb. Pozzi) geboren. Seine Ausbildung zum Maler begann er in Genua bei Carlo Giuseppe Ratti und studierte dann von 1787 bis 1789 an der Accademia di Brera in Mailand. Anschließend arbeitete er als Medaillenpräger an der nationalen Münzstätte.
Im Jahr 1807 floh er nach Russland, weil ihm eine Verurteilung wegen Diebstahls drohte. Unter dem Namen Bruni, den er angenommen hatte, betätigte er sich als Maler und Dekorateur in den Zarenpalästen sowie in Kirchen in Petersburg und Moskau. Im Jahr 1820 unterrichtete Baroffio das Fach Zeichnen an einem Moskauer Kollegium, danach verliert sich seine Spur. Letztmals erwähnt wurde Baroffio im Jahr 1825.

## Werk

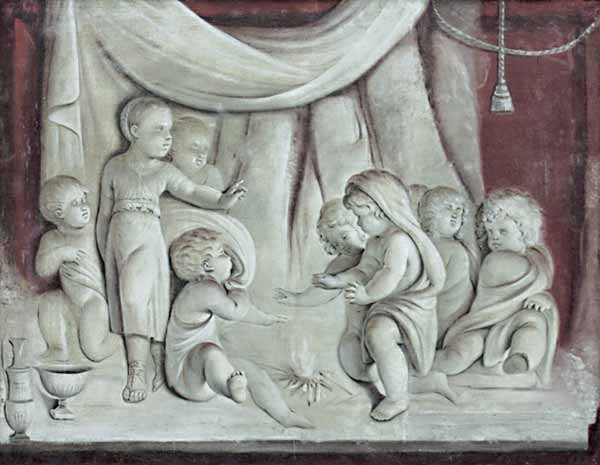
Anton Ossipowitsch Bruni: Amoretten am Feuer. Eine Allegorie des Winters.

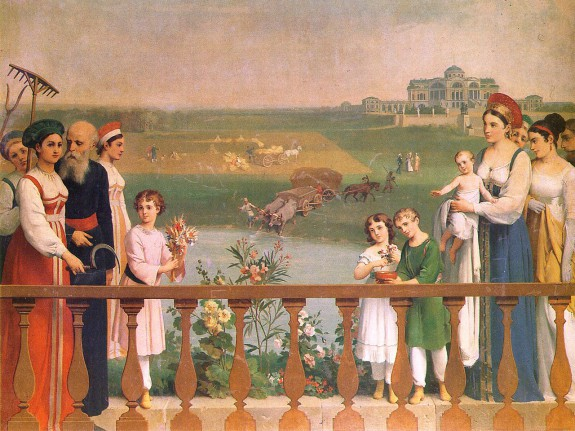
Klassizistisches Wandgemälde von Baroffio (1815/16)

Baroffio schuf Porträts, historische Kompositionen, religiöse Szenerien und Landschaften im Stil des späten Klassizismus. In seiner Heimat befinden sich heute noch einige Jugendwerke mit religiösen Sujets sowie das grosse allegorische Ölgemälde La rigenerazione del Ticino (1805). Das Bild wurde anlässlich der Unabhängigkeit und des Beitritts des Tessins zur Eidgenossenschaft gefertigt und war bis 1960 im Grossratssaal in Bellinzona ausgestellt.
In Russland fertigte Baroffio Wandmalereien in neoklassizistischen Stil, darunter bei der Ausgestaltung des Kreml und Anfang der 1820er Jahre Decken- und Wandgemälde im Gut des Fürsten Iwan Iwanowitsch Barjatinski bei Kursk.

## Familie
Antonio Baroffio heiratete Magdalena Bossart aus Würzburg. Der gemeinsame Fedor Bruni wurde ebenfalls Maler. Der jüngere Sohn Konstantin (1801–1834) war Ingenieur.